# Élie Halévy
Pour les articles homonymes, voir Halévy.
Élie Halévy, né le 6 septembre 1870 à Étretat (Seine-Maritime) et mort le 21 août 1937 à Sucy-en-Brie (Val-de-Marne), est un philosophe et historien français, spécialiste du Royaume-Uni, du socialisme et du libéralisme. 

## Biographie

### Jeunesse et études
Né en 1870, Élie Halévy est le fils de Ludovic Halévy, célèbre librettiste d'opéra, d'origine juive, auteur en particulier de livrets pour Jacques Offenbach, et de Louise Breguet, fille d'une dynastie d'horlogers protestants.
Élie et son jeune frère Daniel grandissent à Montmartre, dans un monde d'intellectuels et d'artistes, et dans la religion protestante de leur mère, selon la règle de la famille.
Brillant élève du lycée Condorcet, il s'intéresse à la philosophie, où il obtient un premier prix au concours général. En 1890, il entre à l'École normale supérieure de la rue d'Ulm, où il fréquente Xavier Léon, Célestin Bouglé, Alain, Léon Brunschvicg et Dominique Parodi.
L'année de l'agrégation, il réfléchit en particulier sur Platon, ce qui aboutira en 1896 à la publication d'un ouvrage sur la théorie platonicienne du savoir. Il fonde avec Xavier Léon la Revue de métaphysique et de morale qui commence à paraître en 1893.
En 1901, il obtient un doctorat en philosophie sur la « formation du radicalisme philosophique », une étude sur Jeremy Bentham et l'utilitarisme.

### Parcours professionnel
En 1892, Halévy est recruté par Émile Boutmy pour enseigner l'histoire des idées politiques à l'École libre des sciences politiques. Il dispense ainsi un cours appelé « L'évolution des idées politiques dans l'Angleterre au XIXe siècle ». En 1898 ou en 1900, un second cours lui fut confié sur le développement du socialisme. Il fait partie de la première vague des philosophes de Sciences Po, aux côtés notamment de Lucien Lévy-Bruhl.
Lorsque Boutmy doit cesser de dispenser son cours sur l'Angleterre, il demande à Halévy de lui succéder. Les cours qu'Halévy dispense à Sciences Po sur l'Angleterre ont donné naissance à ses deux principaux ouvrages : La Formation du radicalisme philosophique (1901-1904) et l'Histoire du peuple anglais au XIXe siècle (1912-1932), en cinq volumes. Ces volumes sont traduits en anglais et connaissent un grand succès outre-Manche.
Pendant la Première Guerre mondiale, trop vieux déjà pour être mobilisable, il s'est porté volontaire comme infirmier, et on l'a affecté à Chambéry où il vit « dans le cléricalisme d'ambulance » (lettre du 17 novembre 1914). Sa correspondance avec Alain et avec Xavier Léon, où il se révèle un observateur aigu et souvent prophétique, a été partiellement publiée (Paris, Gallimard, 1957).

## Influence
Élie Halévy fut à la fois préoccupé par les idées sociales et proche du libéralisme. Sur ce point son rôle est à rapprocher à celui de Graham Wallas dont après la guerre de 1914, il fut l'ami. Si Graham Wallas a contribué à éloigner Walter Lippmann du socialisme, Élie Halévy a joué un rôle similaire dans l’évolution de Raymond Aron.
Tout comme Graham Wallas, il était en faveur du libre échange. Raymond Aron note dans ses mémoires qu'il lui aurait confié que « seul le libre-échangiste a le droit de se dire pacifique ». Après la guerre de 1914, il lui fut proposé un poste à la Société des Nations qu'il a refusé afin de se consacrer à la fin de son histoire de l'Angleterre au XIXe siècle. Il donna des conférences au Royal Institute of International Affairs, un think tank britannique spécialisé dans les relations internationales.
Il fut en 1936 l'un des premiers à rapprocher le fascisme et le communisme dans des conférences à la Société française de philosophie qui furent publiées en 1938 sous le titre de l’Ère des tyrannies. Trois membres de l’association des amis d’Élie Halévy, présidée par Célestin Bouglé, ont participé en 1938 au Colloque Walter Lippmann : Raymond Aron, Robert Marjolin et Étienne Mantoux.

## Publications

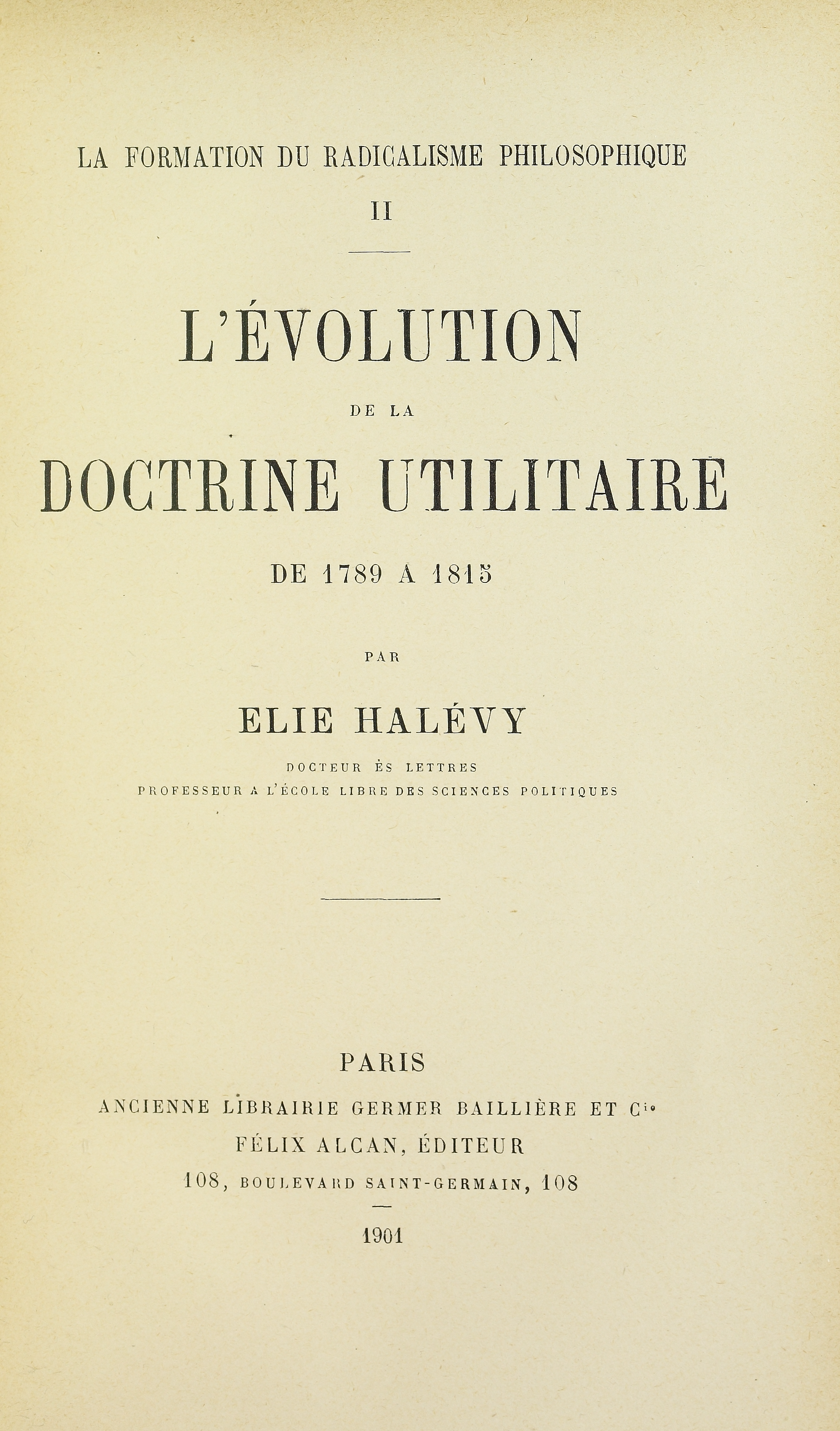
Évolution de la doctrine utilitaire, 1901.

### Ouvrages
- 1896, La théorie platonicienne des sciences, Paris, Félix Alcan, 1896, Xl-378 (lire en ligne)
- 1901-1904, La formation du radicalisme philosophique (3 volumes), Paris, Félix Alcan, 1901-1904 (lire en ligne)
  - La Jeunesse de Bentham 1776-1789, 1901, XV-447 p.
  - L’Évolution de la doctrine utilitaire de 1789 à 1815, 1901, IV-374 p.Ouvrage qui lui servit pour passer sa thèse.
  - 1904, Le Radicalisme philosophique, 1904, V-512 p.
- 1913-1923, Histoire du peuple anglais au XIXe siècle, trois volumes et un volume posthume, 1947.
  - 1913, L’Angleterre en 1815.
  - 1923, Du lendemain de Waterloo à la veille du Reform bill.
  - 1923, De la crise du Reform Bill à l’avènement de Sir Robert Peel : 1830-1841.
  - 1946, Le Milieu du siècle : 1841-1852.
- 1926, Épilogue 1. Les impérialistes au pouvoir : 1895-1914.
- 1932, Épilogue 2. Vers la démocratie sociale et vers la guerre : 1895-1914.
- 1938, L’Ère des tyrannies, préf. de Célestin Bouglé ; nouvelle éd., Gallimard, 1990[11] ; rééd. L'ère des tyrannies : Penser en résistance (1923-1937), Paris, Les Belles Lettres, coll. Le goût des idées, éd. & introd. Vincent Duclert, préf. Perrine Simon-Nahum, 230 p., 2024  (ISBN 978-2251456331).
- 1948, Histoire du socialisme européen rédigé à partir de notes de cours par des anciens étudiants : Raymond Aron, Robert Marjolin, Jean-Marcel Jeanneney, Pierre Laroque.

### Œuvres
- Œuvres complètes (sous la direction de Vincent Declert et Marie Scot), t. I : Correspondance et écrits de guerre (1914-1919), Paris, Les Belles Lettres, 2016 (EAN 9782251445588, présentation en ligne)
- Œuvres complètes (préf. Nicolas Baverez, introduction de Vincent Duclert, texte établi par Vincent Duclert et Marie Scot), t. II : L'Ère des tyrannies : études sur le Socialisme et la Guerre, Paris, Les Belles Lettres, 2016 (EAN 9782251445533, présentation en ligne)
- Œuvres complètes (préf. Marc Lazar, texte établi, introduction et notes par Marie Scot), t. III : Histoire du socialisme européen, Paris, Les Belles Lettres, 2016 (EAN 9782251446134, présentation en ligne)
- Œuvres complètes (introduction et édition critique in extenso par Vincent Duclert), t. IV : Le Moment Platon. Élie Halévy philosophe I, Paris, Les Belles Lettres, 2022 (EAN 9782251453231, présentation en ligne)
- Œuvres complètes (préf. Christophe Charle, textes choisis, présentés, édités et annotés par Marie Scot), t. V : Études anglaises, Paris, Les Belles Lettres, 2021 (EAN 9782251448831, présentation en ligne)

### Études et témoignages
- Raymond Aron, Mémoires, Julliard, 1983.
- Raymond Aron, Élie Halévy et l’ère des tyrannies , postface de Élie Halévy, L'Ère des tyrannies, Collection Tel (n° 168), Gallimard, Paris, 1990.
- Nicolas Baverez, Raymond Aron, Flammarion, 1995.
- (en) Myrna Chase, Élie Halévy : an Intellectual Biography, Columbia University Press, 1980.
- (en) Philip Daileader, « Elie Halévy (1870-1937) », dans Philip Daileader et Philip Whalen (dir.), French Historians, 1900-2000 : New Historical Writing in Twentieth-Century France, Chichester / Malden (Massachusetts), Wiley-Blackwell, 2010, XXX-610 p. (ISBN 978-1-4051-9867-7, présentation en ligne), p. 328-343.
- (en + fr) Francisco Vergara, « A critique of Élie Halévy », Philosophy (Journal of the Royal Institute of Philosophy), Londres, janvier 1998, English, français.